# Hydroglyphus paludivagus
Hydroglyphus paludivagus är en skalbaggsart som först beskrevs av Omer-cooper 1959.  Hydroglyphus paludivagus ingår i släktet Hydroglyphus och familjen dykare. Inga underarter finns listade i Catalogue of Life.